# Leptokaria
Leptokaria (gr. Λεπτοκαρυά) – miejscowość w Grecji, w administracji zdecentralizowanej Macedonia-Tracja, w regionie Macedonia Środkowa, w jednostce regionalnej Pieria, w gminie Dion-Olimp. W 2011 roku liczyła 3 700 mieszkańców. Do 31 grudnia 2010 miasto leżało na terenie i było siedzibą władz gminy Anatolikos Olimbos. Leży nad Morzem Egejskim. Jest jednym z najpopularniejszych kurortów Riwiery Olimpijskiej. Położenie na głównej trasie kolejowej i drogowej z południa na północ Grecji powoduje, że miasto jest dobrze skomunikowane zarówno z Atenami, jak i Salonikami.